# Ilse Sequenz
Ilse Hermine Sequenz (geboren 30. September 1912 als Ilse Wildt in Brünn, Österreich-Ungarn; gestorben 7. Februar 2010 in Wien) war eine österreichische Architektin.

## Leben
Ilse Wildt besuchte die Volksschule in Brünn, in Schwechat die Bürgerschule und fünf Jahre bis zur Reifeprüfung die mathematisch-naturwissenschaftliche Oberschule in Wien. Von 1931 bis 1936 studierte sie Architektur an der Technischen Hochschule Wien mit dem Abschluss als Diplom-Ingenieurin und besuchte danach die Meisterschule bei Erwin Ilz. Sie heiratete 1938 den Architekten Georg Lorenz, mit dem sie die Häuser der Robert-Ley-Siedlung in Schwechat plante.
Sie arbeitete bis 1945 als wissenschaftliche Hilfskraft bei Ilz und wurde 1942 mit einer Dissertation über die Gestaltung des Wiener Platzes Am Hof promoviert. Von 1947 bis 1956 arbeitete sie im Architektenbüro Karl Kupsky. Ab 1952 war sie mit dem Ingenieur Heinrich Sequenz verheiratet, der in der Zeit des Nationalsozialismus Rektor der Wiener Technischen Hochschule gewesen war.
Sequenz wurde auf dem Wiener Zentralfriedhof (Gruppe 71B, Reihe 24, Nummer 26) bestattet.

## Dissertation
- Der Platz „Am Hof“ im Wandel der Zeiten. Diss. Technische Hochschule Wien 1942.